# Zelenoočkovití
Zelenoočkovití (Chlorophthalmidae) je čeleď malých ryb, které se vyskytují v hlubokých oceánských vodách mírného a tropického podnebného pásu.

## Charakteristika
Rybky mají štíhlá těla. Hlava je krátká, oči a čelisti velké. Největší druh Chlorophthalmus agassizi dosahuje délky kolem 40 cm, avšak většina ostatích druhů je mnohem menších. Zbarvení se pohybuje od nažlutlé až po černo-hnědou. Některé druhy mají tělo pokryté kryptickými skrvnami.
Vyskytují se v Atlantském, Indickém a Tichém oceánu. Jsou hermafroditní, což je patrně dáno následkem jejich výskytu v hlubokých vodách, kde jsou šance na potkání vhodného partnera jen nízké. Živí se bezobratlými živočichy a korýši.

## Taxonomie
Rybky byly pojmenovány po svých disproporčně velkých, iridiscentních a fluorescentních očí. Binomické jméno čeledi zní Chlorophthalmidae. To se skládá z řeckých chloros („zelený“) a ophthalmos („oko“). Čeleď poprvé popsal americký ichtolog David Starr Jordan v roce 1923.

### Seznam druhů
Eschmeyerův katalog ryb k roku 2021 v rámci čeledi rozeznával 22 druhů ve 2 rodech:
- Chlorophthalmus Bonaparte, 1840.
  - Chlorophthalmus acutifrons Hiyama, 1940. – zelenoočka ostročelá
  - Chlorophthalmus agassizi Bonaparte, 1840. – zelenoočka Agassizova
  - Chlorophthalmus albatrossis Jordan & Starks, 1904. – zelenoočka japonská
  - Chlorophthalmus atlanticus Poll, 1953. – zelenoočka atlantská
  - Chlorophthalmus bicornis Norman, 1939. – zelenoočka trnočelistná
  - Chlorophthalmus basiniger Prokofiev, 2020.
  - Chlorophthalmus borealis Kuronuma & Yamaguchi, 1941. – zelenoočka západopacifická
  - Chlorophthalmus brasiliensis Mead, 1958. – zelenoočka brazilská
  - Chlorophthalmus chalybeius (Goode, 1881). – zelenoočka americká
  - Chlorophthalmus corniger Alcock, 1894. – zelenoočka indopacifická
  - Chlorophthalmus ichthyandri Kotlyar & Parin, 1986. – zelenoočka chilská
  - Chlorophthalmus imperator Fujiwara et al., 2019.
  - Chlorophthalmus mascarensis Kobylyanskii, 2013.
  - Chlorophthalmus mento Garman, 1899. – zelenoočka mento
  - Chlorophthalmus nigromarginatus Kamohara, 1953. – zelenoočka černolemá
  - Chlorophthalmus pectoralis Okamura & Doi, 1984. – zelenoočka východní
  - Chlorophthalmus proridens Gilbert & Cramer, 1897. – zelenoočka východopacifická
  - Chlorophthalmus punctatus Gilchrist, 1904. – zelenoočka tečkovaná
  - Chlorophthalmus vityazi Kobylyanskii, 2013.
  - Chlorophthalmus zvezdae Kotlyar & Parin, 1986. – zelenoočka jihoamerická
- Parasudis Regan, 1911.
  - Parasudis fraserbrunneri (Poll, 1953). – zelenoočka namibská
  - Parasudis truculenta (Goode & Bean, 1896). – zelenoočka dlouhonosá